# Noologia
Noologia (do grego antigo νοῦς 'mente' + λόγος 'estudo') é uma das disciplinas fundamentais da filosofia. Seu objeto material é o fato psíquico e o objeto formal é esse fato psíquico examinado especificativamente no campo antropológico e no campo da noesis humana. O caráter antinômico entre a intuição (conhecimento do individual) e a razão (conhecimento do geral) é fundamento da disciplina da noologia.
A Noologia é, em suas linhas gerais, a ciência do espírito (a Geistelehre dos alemães), e corresponde à Filosofia  Metafísica dos escolásticos, pois não é apenas uma descrição do funcionar do psiquismo humano, mas sim uma especulação em torno dos temas noológicos transcendentais e metafísicos tal como a origem e o fim da alma humana e a prova ou não de sua existência.

## Origem do nome
O termo noologia tem sua origem na palavra Nous ou Nóos, que em grego significa espírito somado à razão + logos (estudo, tratado).

## Contemporaneidade

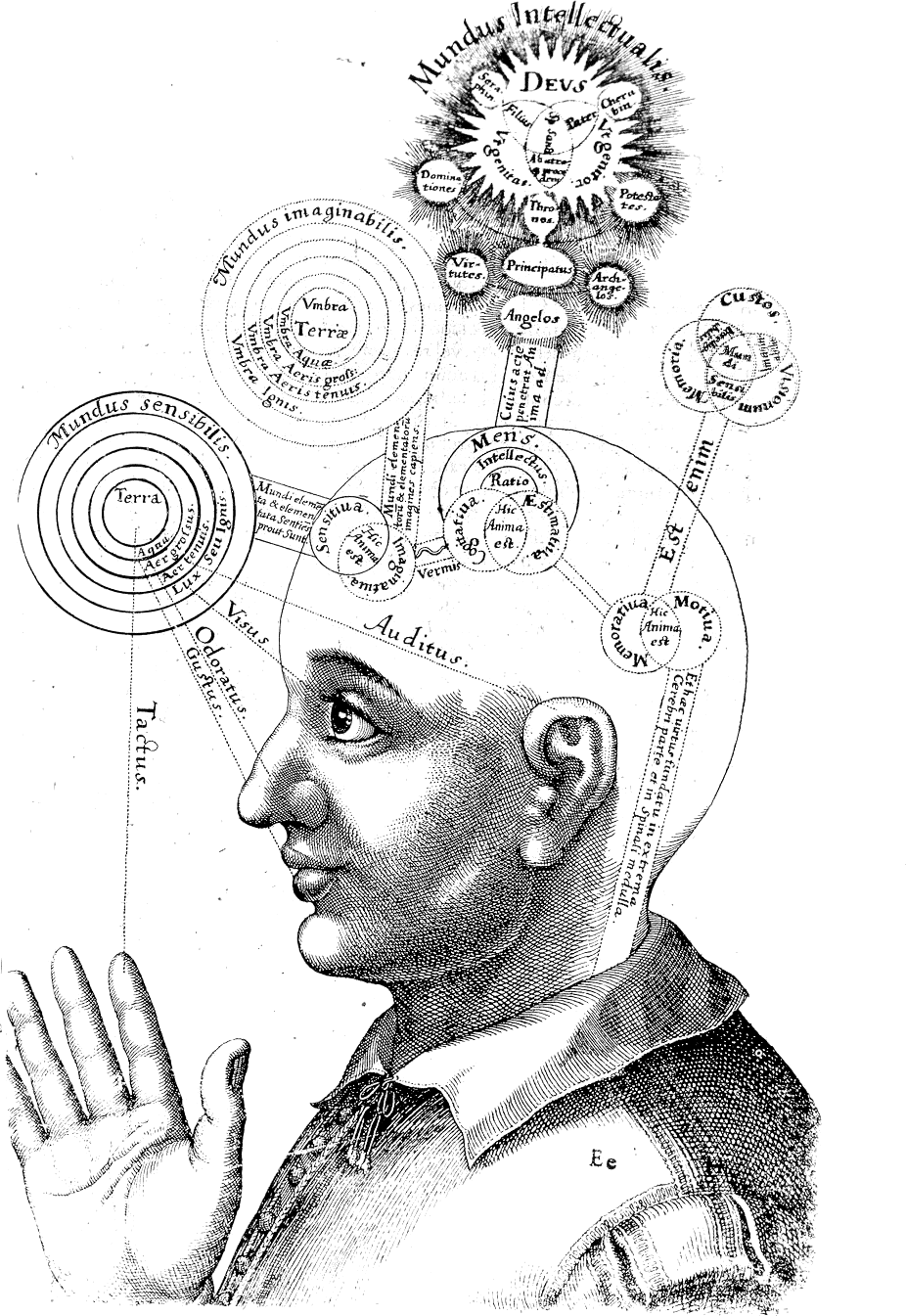
Representação gráfica do espírito, por Robert Fludd. In Utriusque cosmi maioris scilicet et minoris metaphysica, physica atqve technica historia (1619). Tomus II. Tractatus I, sectio I, liber X, "De triplici animae in corpore visione"

O termo noológico tem sido empregado contemporaneamente na filosofia para tudo o que concerne ao espírito e a especulação ou negação de sua existência.

### Immanuel Kant
Em Crítica da Razão Pura, Immanuel Kant usa o termo noologia como sinônimo de racionalismo, distinguindo-a de empirismo:

A respeito da questão sobre a origem do conhecimento – se ele deriva da razão, ou da experiência – Aristóteles pode ser considerado como o chefe dos empiristas e Platão dos noologistas. Sendo assim, John Locke  seguiu Aristóteles e Leibniz seguiu Platão.

### Rudolf Eucken
O filósofo Rudolf Eucken, agraciado com o Prêmio Nobel de Literatura, chamou sua filosofia de noologia e a definiu como a relação entre a "expansão da realidade” e a "unidade interna e total independência”.

### Xavier Zubiri
Para Xavier Zubiri a noologia não se confunde com a metafísica, sendo anterior a esta. Sendo assim, a noologia seria uma espécie de filosofia primeira.
Na noologia, a apreensão da realidade e a intelecção do sensitivo são fatos iguais. Mas ela os distingue em três etapas:
1. Momento do afeto (ou noesis).
2. Momento de alteridade (ou noema).
3. Momento de imposição da força (ou noergia).

### Mário Ferreira dos Santos
O filósofo brasileiro Mário Ferreira dos Santos esquematizou o objeto da noologia da seguinte forma:
| Objetos da Noologia |
| --- |
| 1. Capacidade de reflexão. Não é apenas capaz de experimentar sensações, mas delas tomar consciência, bem como de si mesmo. Pode-se, portanto, salientar: 1.1. Consciência das sensações. 1.2. Consciência de si mesmo como receptor de sensações (pessoalidade).                                                             |
| 2. Racionalidade. Capacidade de perceber relações entre os dados da percepção, captar nexos, que também surgem no nexo do funcionamento da razão. Funcionamento da intelectualidade. |
| 3. Afetividade. Capacidade afetiva, que alcança uma consciência da frônese e da captação simbólica do acontecer. Penetração mística, através dos símbolos até a comunhão com o simbolizado. |
| 4. Construção de conjunturas esquemáticas. Capacidade de coordenar esquemas para empreender conhecimentos mais amplos. |
| 5. A Liberdade. Capacidade de afastar-se dos laços que os prendam à mera materialidade, à mera animalidade, podendo optar por valores superiores, que é, em suma a vontade, faculdade de afirmar ou de tender aos valores intelectualmente apreendidos. Não se deve confundir com o querer inconsciente, mero impulso animal. |

## Noologia e Neurociência
Edgar Douglas Adrian, neurocientista agraciado pelo Prêmio Nobel de Fisiologia ou Medicina diz em seu famoso livro “A  base  da  sensação":
 O problema da conexão entre o cérebro  e o  espírito  é tão enigmático para o  fisiólogo  quanto o é para o  filósofo. Talvez uma profunda revisão de nossos sistemas de conhecimento possa explicar como um esquema de impulsos  nervosos  pode  causar um pensamento, ou demonstrar que ambos fenômenos são, na realidade, a mesma coisa contemplada de  diferente  ponto de vista. Se tal revisão se levar a cabo, só espero ser capaz de entende-la."

## Noologia e Psicologia
A noologia não só examina o funcionar psicológico racional, como também as suas raízes intuitivas e afetivas, e penetra no âmbito da problemática gnosiológico-crítica, que pertence especificamente ao campo da Teoria do Conhecimento ou Gnosiologia. Diferencia-se da Psicologia pois ultrapassa o limite do que é controlável por meio de experimentos porque procura realidades para as quais  não  podemos aplicar o método  experimental  das  ciências, sendo analisável apenas por uma óptica filosófica.

## Noologia eNoogênese
Noologia (ciência da inteligência) - a ciência da teoria e experiências de inteligências, noogênese, ecologia de sistemas inteligentes, higiene da informação